# Municipio Meoqui
Koordinaten: 28° 21′ N, 105° 30′ W
Meoqui ist ein Municipio mit etwa 44.000 Einwohnern im mexikanischen Bundesstaat Chihuahua. Das Municipio hat eine Fläche von 429,8 km². Verwaltungssitz und größter Ort des Municipios ist Pedro Meoqui (kurz auch Meoqui), das ebenso wie das Municipio nach Pedro Meoqui Mañón, einem mexikanischen General zu Zeiten der französischen Intervention in Mexiko, benannt ist.

## Geographie
Das Municipio Meoqui liegt östlich des Zentrums des Bundesstaats Chihuahua auf einer Höhe zwischen 1100 m und 1500 m. Es wird zur Gänze zur physiographischen Provinz der Sierras y Llanuras del Norte gezählt und liegt vollständig in der hydrologischen Region Bravo-Conchos und entwässert damit in den Golf von Mexiko. Die Geologie des Municipios wird zu 75 % von Alluvionen bestimmt bei 18 % Konglomeratgestein und 7 % rhyolithischen Tuffen; vorherrschende Bodentypen im Municipio sind der Chernozem (42 %), Cambisol (20 %), Calcisol (16 %) und Kastanozem (9 %). 86 % des Municipios dienen dem Ackerbau, 6,5 % sind von Gestrüpplandschaft bedeckt.
Das Municipio grenzt an die Municipios Rosales, Julimes, Saucillo und Delicias.

## Bevölkerung
Beim Zensus 2010 wurden im Municipio 43.833 Menschen in 12.247 Wohneinheiten gezählt.  Davon wurden 449 Personen als Sprecher einer indigenen Sprache registriert, darunter 164 Sprecher des Mixtekischen und 149 Sprecher der Tarahumara-Sprache. Knapp 4 Prozent der Bevölkerung waren Analphabeten. 18.170 Einwohner wurden als Erwerbspersonen registriert, wovon 67,8 % Männer bzw. 2,8 % arbeitslos waren. 1,9 Prozent der Bevölkerung lebten in extremer Armut.

## Orte
Das Municipio Meoqui umfasst 489 bewohnte localidades, von denen neben dem Hauptort auch Lázaro Cárdenas vom INEGI als urban klassifiziert ist. Fünf Orte wiesen beim Zensus 2010 eine Einwohnerzahl von über 1000 auf, 15 weitere Orte hatten zumindest 100 Einwohner. Die größten Orte sind:
| Ort                    | Einwohner |
| Pedro Meoqui           | 22.574    |
| Lázaro Cárdenas        | 08.704    |
| Estación Consuelo      | 01.981    |
| Colonia Felipe Ángeles | 01.254    |
| Guadalupe Victoria     | 01.045    |
| Los García             | 00.890    |
| Las Puentes            | 00.829    |